# Чапляки
Чапляки (пол. Czaplaki) — колишнє село на Закерзонні, тепер — присілок села Сколин ґміна Великі Очі, Любачівський повіт  у Підкарпатському воєводстві, Польща. 

## Історія
У 1880 році село належало до Яворівського повіту Королівства Галичини та Володимирії Австро-Угорської імперії. Місцева греко-католицька громада належала до парафії Коханівка Любачівського деканату Перемишльської єпархії.
У 1939 році в селі мешкало 340 осіб, з них 250 українців-греко-католиків, 65 українців-римокатоликів, 10 поляків та 15 євреїв. Село входило до ґміни Великі Очі Яворівського повіту Львівського воєводства. Греко-католицька громада належала до парафії Коханівка Краковецького деканату Перемишльської єпархії.
Наприкінці вересня 1939 року село окупувала Червона армія. 27 листопада 1939 року постановою Президії Верховної Ради УРСР село у складі повіту включене до новоутвореної Львівської області, а 17 січня 1940 року — до Краківецького району. В червні 1941, з початком Радянсько-німецької війни, село було окуповане німцями. В липні 1944 року радянські війська оволоділи селом, а в жовтні 1944 року село зі складу Львівської області передано Польщі. Українців добровільно-примусово виселяли в СРСР, але вони чинили спротив у рядах УПА і підпілля ОУН. Решту українців у 1947 р. з метою етноциду депортовано на понімецькі землі.